# Ctenotus lancelini
Ctenotus lancelini är en ödleart som beskrevs av  Ford 1969. Ctenotus lancelini ingår i släktet Ctenotus och familjen skinkar. IUCN kategoriserar arten globalt som sårbar. Inga underarter finns listade i Catalogue of Life.